# Weißschwänzige Schmalfuß-Beutelmaus

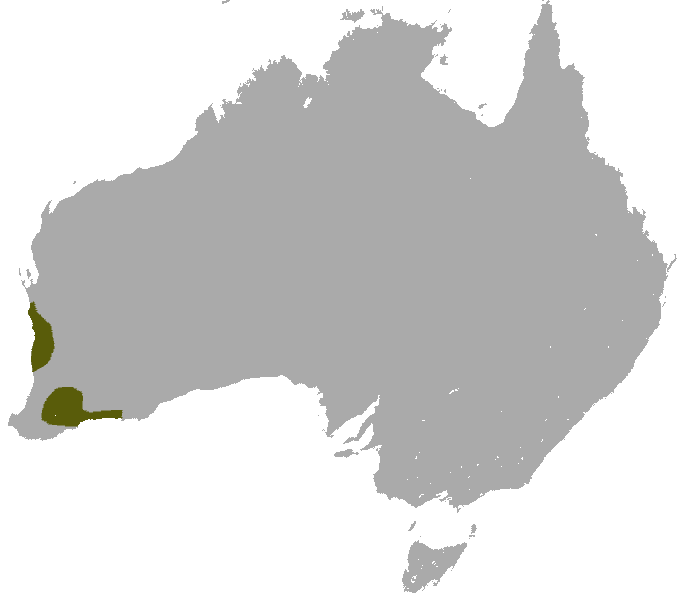
Verbreitungskarte von Sminthopsis granulipes

Die Weißschwänzige Schmalfuß-Beutelmaus (Sminthopsis granulipes), auch unter den Namen Kornsohlen-Schmalfuß-Beutelmaus genannt, ist eine Beutelsäugerart aus der Gattung der Schmalfuß-Beutelmäuse.  Der Raubbeutler ist im äußersten Südwesten Australiens endemisch.

## Beschreibung
Die Kopf-Rumpf-Länge beträgt zwischen 70 und 100 Millimeter, dazu kommen 56 bis 68 mm Schwanz. Das Gewicht variiert zwischen 18 und 35 g. Der Schwanz ist an seiner Wurzel braun, zur Spitze hin weiß. Oftmals ist er verdickt, was der Fettspeicherung dient. Die Sohlen sowie Zehen dieser Schmalfuß-Beutelmaus sind von kleinen Erhebungen der Hautoberfläche überzogen, die ihnen das Aussehen einer Gänsehaut gibt. Von diesem Merkmal stammt auch das Artepitheton granulipes, was so viel bedeutet wie „granulierter Fuß“.

## Lebensweise
Über Verhalten und Fortpflanzung der Art ist nur wenig bekannt. Höchstwahrscheinlich ist sie nachtaktiv. Die Jungen werden von Juni bis August geboren und im Oktober entwöhnt. Die Nahrung besteht hauptsächlich aus Insekten.

## Verbreitung und Lebensraum
Sminthopsis granulipes kommt in zwei Gebieten in Western Australia vor. Das eine liegt östlich von Perth im Gebiet der westlichen Goldfelder, das andere nördlich von Perth zwischen Kalbarri und Jurien Bay. Der Lebensraum reicht von küstennahen Heideländern bis hin zu dichtem Buschland.

## Gefährdung
Bis in die 1970er Jahre waren seit der Entdeckung der Art rund 100 Jahre zuvor nur 10 Exemplare dieser Schmalfuß-Beutelmaus bekannt geworden. Erst die Feldforschung der folgenden Jahrzehnte brachte die Erkenntnis, dass Sminthopsis granulipes in bestimmten Gebieten im Südwesten Australiens sogar recht häufig vorkommt. Dennoch ist die Art von Füchsen und Hauskatzen, die von Einwanderern in der Wildnis ausgesetzt wurden, und nun Jagd auf kleinere Beuteltiere machen, bedroht. Dazu kommt die zunehmende Einschränkung des für sie in Frage kommenden Habitats durch die Landwirtschaft.
Die IUCN listet diese Art als „ungefährdet“ (least concern).

## Forschungsgeschichte
Ellis Troughton beschrieb die Art Sminthopsis granulipes im Jahr 1932 nach einem Museumsexemplar des Australian Museum in Sydney.
Troughton fand es bemerkenswert, dass sich das Präparat schon mehrere Jahrzehnte im Bestand des Museums befunden hatte, ohne schon früher als eigenständige Art erkannt worden zu sein. Er war sich aber wohl nicht bewusst darüber, dass die Art nach wahrscheinlich demselben Präparat schon einmal beschrieben worden war. Gerard Krefft hatte bereits im Jahr 1872 eine Erstbeschreibung unter dem Namen Podabrus albicaudata angefertigt und in der jeweils am Samstag erscheinenden großen Wochenzeitung The Sydney Mail and New South Wales Advertiser publiziert. Diese Veröffentlichung geriet jedoch in Vergessenheit.
Der von John Gould 1845 für die Schmalfuß-Beutelmäuse vorgeschlagene Gattungsname Podabrus wurde von O. Thomas 1887 durch den Namen Sminthopsis ersetzt, da unter dem Namen Podabrus bereits eine Käfergattung existierte. Bei der Neukombination der wissenschaftlichen Namen wurde die Art Podabrus albicaudata übersehen. Nach der Wiederentdeckung des Museumsexemplars durch Troughton wurde dieses von ihm richtig wieder zu den Schmalfuß-Beutelmäusen unter dem neuen Namen Sminthopsis gestellt, bekam aber den Artnamen granulipes, der auf die Beschaffenheit der Haut an den Füßen hinweist und nicht auf die weiße Behaarung des Schwanzes, die Krefft zur Benennung albicaudata veranlasst hatte. Die doppelte Erstbeschreibung dieser Schmalfuß-Beutelmaus wurde erst im Jahr 2015 aufgeklärt, nachdem australische Wissenschaftler die Typusexemplare von Säugetieren im Australian Museum neu registriert hatten. Obwohl Krefft mit seiner Beschreibung 60 Jahre früher an die Öffentlichkeit getreten war als Troughton, bleibt dessen Benennung Sminthopsis granulipes als nomen protectum nach dem ICZN gültig, weil ausschließlich dieser Name in den folgenden Jahrzehnten in wissenschaftlichen Publikationen erschienen ist. Damit soll die Stabilität der Nomenklatur und die Kontinuität der Forschungsarbeiten zu diesem Beuteltier gewährleistet werden.